# Codex Palatinus germanicus 11

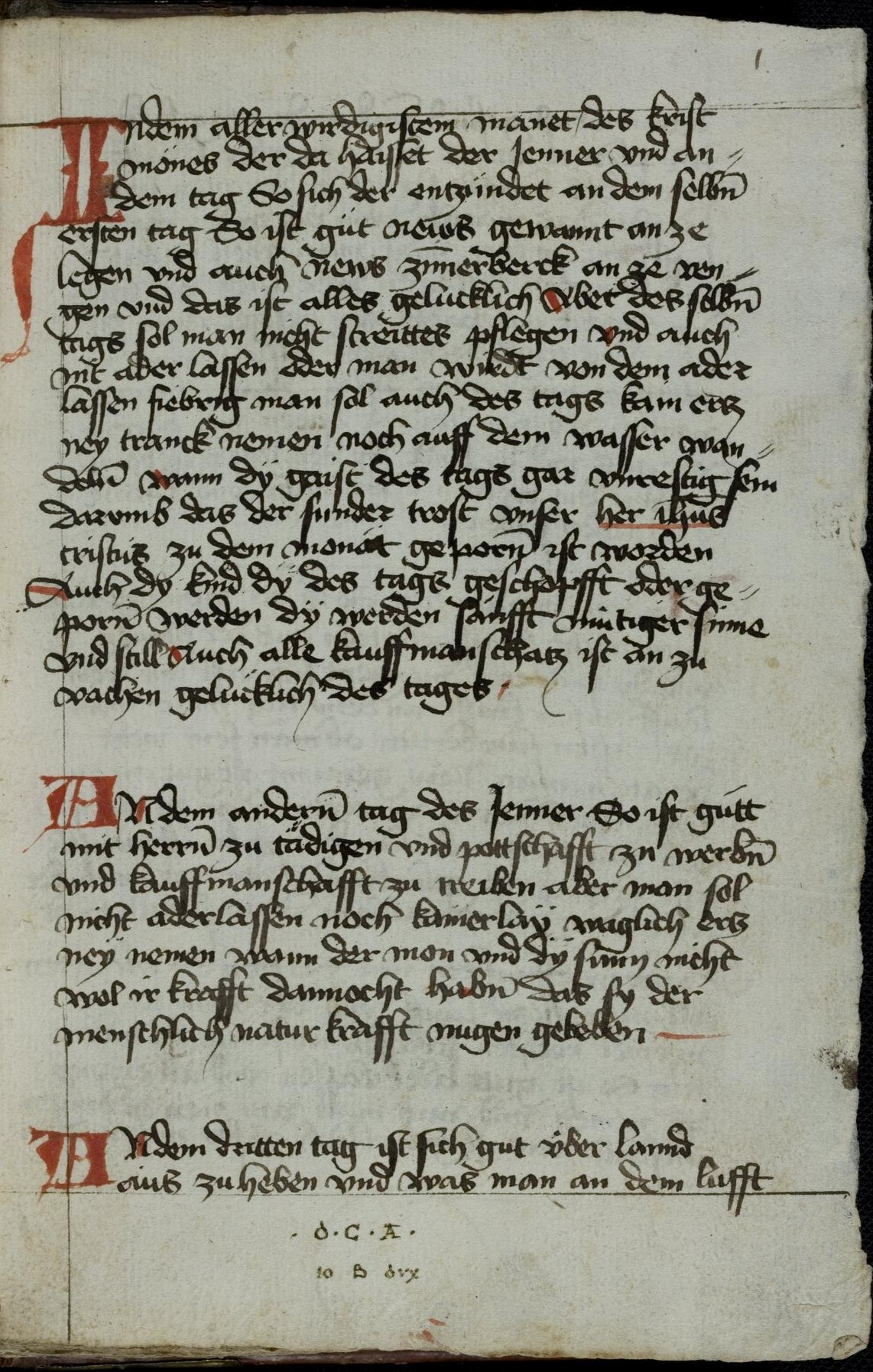
Cod. Pal. germ. 11, Blatt 1r: Monatsregimen, 1. Textseite

Der Codex Palatinus germanicus 11 ist eine spätmittelalterliche Handschrift der ehemaligen Bibliotheca Palatina in Heidelberg. Der Codex gehört zu den Codices Palatini germanici, den deutschsprachigen Handschriften der Palatina, die seit 1816 in der Universitätsbibliothek Heidelberg aufbewahrt werden; Signatur der UB-Heidelberg und gängige fachwissenschaftliche Bezeichnung ist Cod. Pal. germ. 11 (Kurzform: Cpg 11).
Der Codex enthält ein Monatsregimen; einer der ersten Besitzer war Herzog Johann von Mosbach-Neumarkt, seit 1468 Dompropst von Augsburg. Die Handschrift entstand im 15. Jahrhundert in Bayern.

## Beschreibung

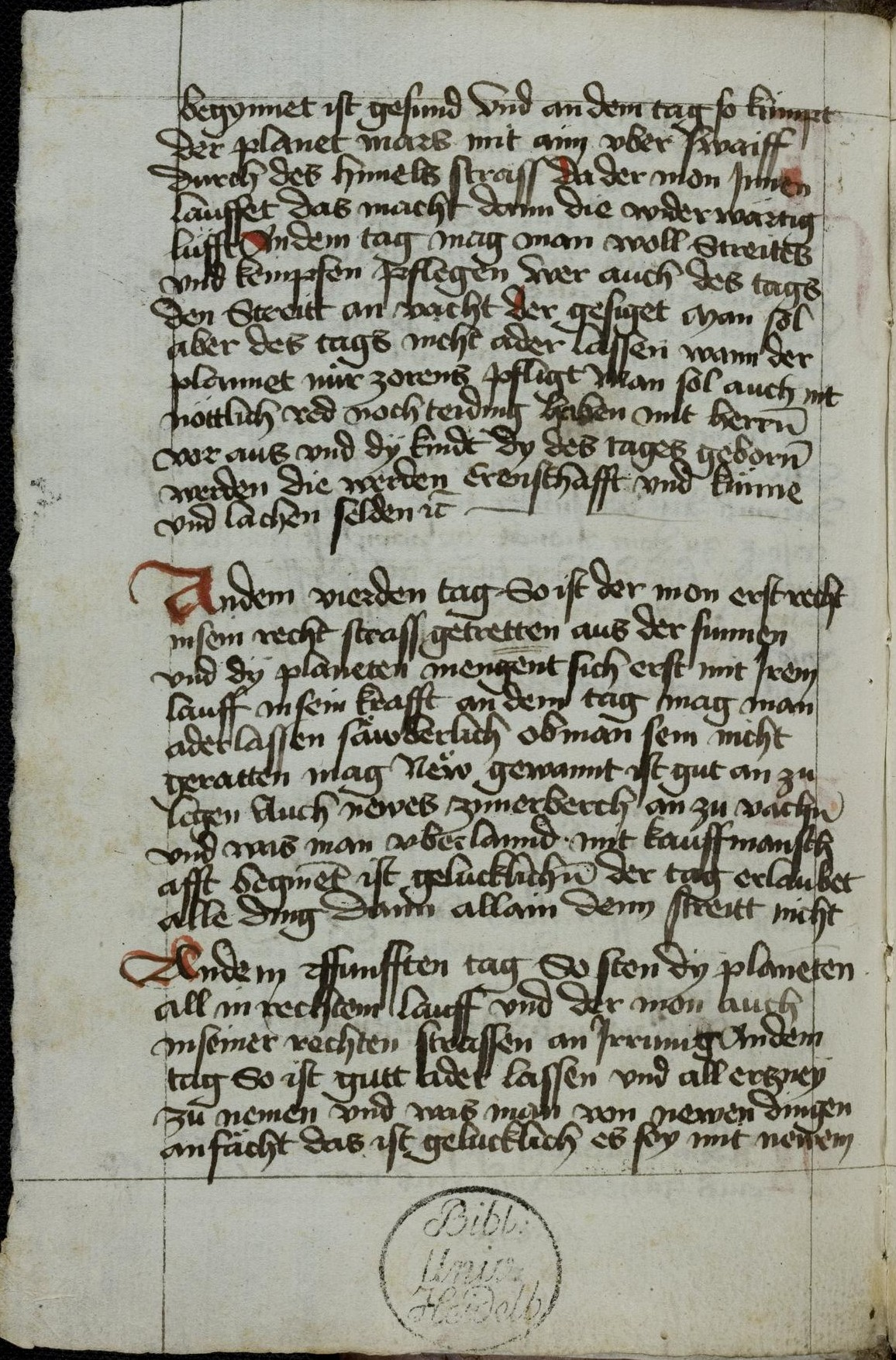
Cod. Pal. germ. 11, Blatt 1v: Monatsregimen

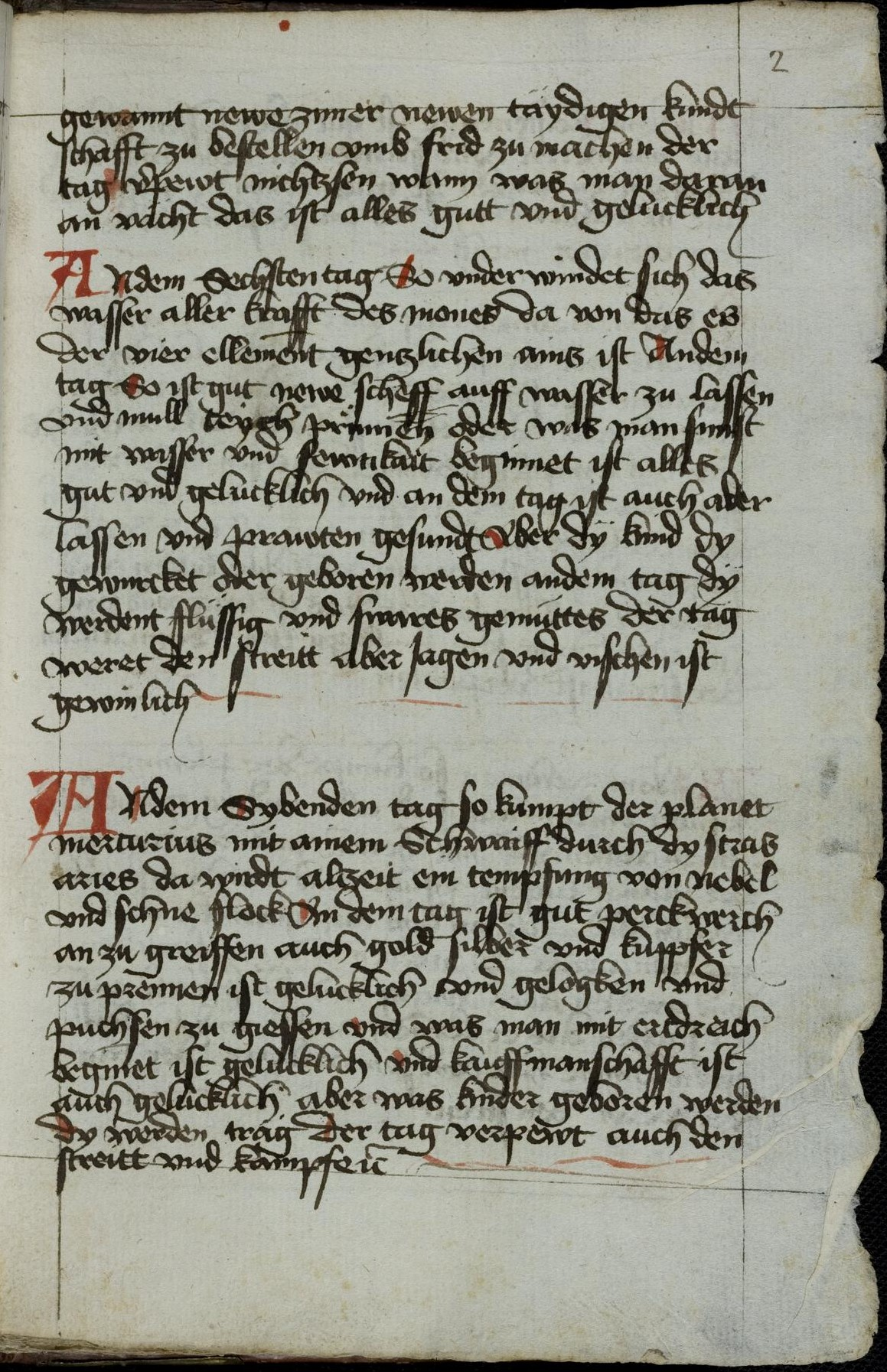
Cod. Pal. germ. 11, Blatt 2r: Monatsregimen

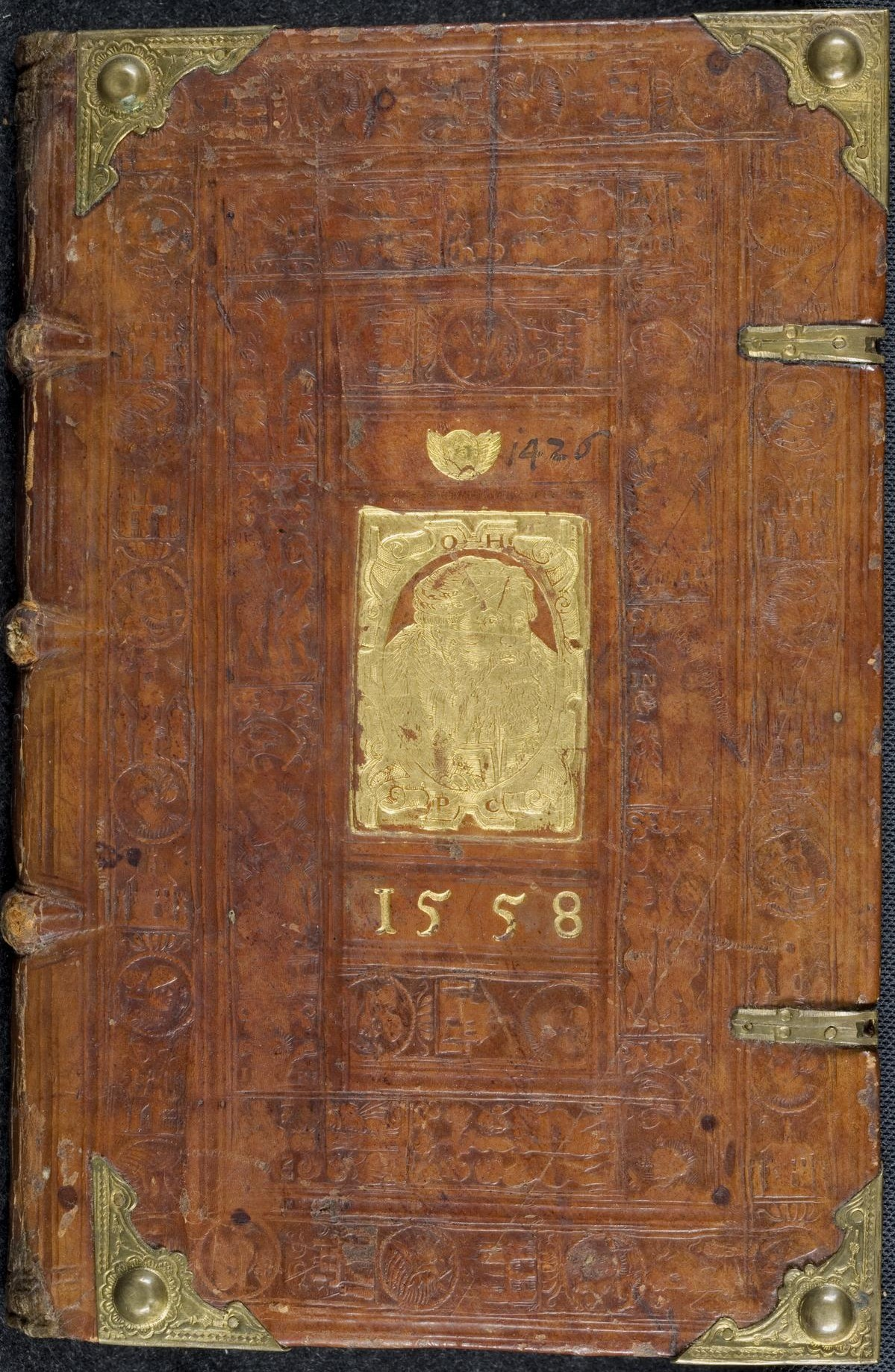
Cod. Pal. germ. 11, Ottheinrich-Einband, Vorderdeckel

Der Codex ist eine Papierhandschrift mit 81 Blättern. Davon zählt die Foliierung des 17. Jahrhunderts die 68 Textseiten durch, lässt dabei die leeren Blätter vor und hinter dem Text aus, ebenso fünf leere Blätter zwischen den Blättern 14 und 15 sowie ein leeres Blatt zwischen den Blättern 49 und 50. Diese leeren Blätter sind mit moderner Zählung versehen. Eine Kustode findet sich auf Blatt 26v.
Die Blattgröße des Codex beträgt 22 × 14,5 cm, dabei ist ein Schriftraum von 15,5–18 × 10,5–11 cm beschrieben mit 19 bis 26 Zeilen pro Seite. Durchgehende Schriftform ist eine Bastarda von mindestens drei Händen.
Die Kapitelüberschriften sind in roter Tinte ausgeführt, und rote Lombarden erstrecken sich über bis zu drei Zeilen.

### Einband
Die Handschrift ist in einem Ottheinricheinband überliefert, einem braunen Ledereinband mit dem vergoldeten Bildnis Ottheinrichs in einer Kartusche auf dem Vorderdeckel, mit den Kürzeln O.H. (Ottheinrich) und P.C. (Pfalzgraf, Churfürst) versehen, außerdem mit einem Engelskopf oberhalb und der Jahreszahl 1558 unterhalb der Kartusche, beides ebenfalls vergoldet. Auf dem Hinterdeckel ist das vergoldete Wappen der Pfalz wiedergegeben.

## Herkunft
Die Schreibsprache der Handschrift ist bairisch. Eine Devise am unteren Ende von Blatt 1r („.D.C.A. / io B dvx“) ist als Besitzeintrag des Herzogs Johann von Mosbach-Neumarkt (1443–1486) zu identifizieren. Johann wurde 1454 als Kanoniker der Diözese Speyer an der Universität Heidelberg immatrikuliert, 1466 zum Rektor der Universität Freiburg gewählt und war seit 1468 Dompropst von Augsburg. Entsprechend einem Erbvertrag von 1490 fiel nach seinem Tod und dem Tod seines kinderlos gebliebenen Bruders Otto II. von Mosbach-Neumarkt (1435–1499) der Besitz der Mosbacher Linie, darunter die Büchersammlung Johanns, an die Kurpfalz. Die Handschrift wurde bei der Katalogisierung 1556/59 im Inventar der älteren Schlossbibliothek verzeichnet, danach erneut 1581 im Inventar der Heiliggeistbibliothek.
Wie die anderen Handschriften der kurfürstlich-pfälzischen Bibliotheken kam der Codex nach der Eroberung der Kurpfalz im Dreißigjährigen Krieg 1622 nach Rom in den Besitz der Vatikanischen Bibliothek und wurde mit den anderen deutschsprachigen Beständen der Palatina im Rahmen der Regelungen während des Wiener Kongresses erst 1816 nach Heidelberg zurückgeführt.

## Inhalte
Die Handschrift gibt ein gesundheitliches Monatsregimen, also Anweisungen, was an den einzelnen Tagen eines Jahres getan oder nicht getan werden soll.